# SpaceX CRS-20
SpaceX CRS-20, coneguda també com a SpaceX-20, fou una missió del Commercial Resupply Services (CRS) a l'Estació Espacial Internacional (EEI). El llançament fou 7 de març de 2020. La missió va ser contractada per la NASA i duta a terme per SpaceX utilitzant la nau Dragon. Aquesta missió va ser l'últim vol pel CRS de la nau Dragon i conclou la primera etapa del contracte CRS de la NASA (CRS-1). El segon contracte (CRS-2) es va adjudicar el gener de 2016 i començarà amb la missió SpaceX CRS-21 prevista per a l'octubre de 2020 utilitzant la nau Dragon 2.
La càpsula Dragon C112 utilitzada per la missió CRS-20 va volar anteriorment a l'EEI amb les missions CRS-10 i CRS-16. Va arribar a l'EEI el 9 de març a les 10:25 UTC capturada pel braç robòtic Canadarm2, la darrera captura d'una nau Dragon amb el Canadarm, els vehicles Dragon 2, que substituiran el Dragon, atracaran directament a l'estació espacial.
El booster de la primera etapa B1059 també va donar suport a la missió CRS-19.

## Llançament
El febrer de 2016, es va anunciar que la NASA havia adjudicat una ampliació de contracte a SpaceX per a cinc missions addicionals CRS (CRS-16 a CRS-20). El mes de juny de 2016, l'informe de l'Inspector General de la NASA planificava aquesta missió pel 2019, però al juny de 2019 el llançament es va ajornar fins al març del 2020.

## Càrrega primaria
La NASA va contractar la missió CRS-20 a SpaceX i, per tant, determina la càrrega útil principal, la data de llançament i els paràmetres orbitaris per a la Dragon CRS. La missió CRS-20 transportava 1977 kg de càrrega:
- Investigacions científiques: 960 kg
- Maquinari pel vehicle: 219 kg
- Subministraments per la tripulació: 273 kg
- Equipament per EVA's: 56 kg
- Recursos informàtics: 1 kg
- Càrrega despressuritzada: plataforma Bartolomeo 468 kg

Bartolomeo (anomenat com el germà petit de l'explorador Cristòfor Colom), és una plataforma de càrrega externa desenvolupada per Airbus Defence and Space, construïda a Alemanya i operada per l'Agència Espacial Europea.
Bartolomeo proveirà d'energia i transmissió de dades per més de 12 càrregues i és la primera plataforma de recerca comercial externa instal·lada a l'EEI.
Juntament amb Bartolomeo, la missió de càrrega porta aproximadament una tona d'experiments científics, incloent-hi investigacions biològiques que estudien l'impacte de la microgravetat en les cèl·lules mare, malalties intestinals i reaccions químiques. La plataforma Bartolomeo va ser retirada de la Dragon i instal·lada a la part exterior de l'EEI el 2 d'abril de 2020. Quan s'activi, Columbus disposarà d'una nova coberta exterior per allotjar materials científics, d'observació de la Terra i d'instruments de ciències espacials.
Interoperable Sistema radiofònic (IORS) és l'element fonamental del sistema de ràdio ARISS (Amateur Radio on the International Space Station) de nova generació a l'EEI. El maquinari de l'ARISS està constituït per 4 unitats de vol amb un total de 10 unitats. Aquesta primera ràdio IORS s'instal·larà al mòdul Columbus de l'EEI. Els procediments d'instal·lació i d'operacions ara es poden efectuar a bord de l'EEI. La instal·lació, el cablejat i l'activació de l'IORS s'ha endarrerit fins l'arribada de sis membres de la tripulació (Expedició 63) a les darreries de 2020. Està prevista l'arribada d'una segona unitat de vol a finals de 2020 per ser instal·lada al mòdul de servei rus Zvezdà.
La nau Dragon també portava material de recanvi per a les instal·lacions de recerca de l'estació espacial i els sistemes de suport vital. Entre els components es va incloure maquinari actualitzat pel sistema de processament d'orina de l'estació, que converteix els residus humans en aigua potable. Els nous components permeten als equips de la NASA provar modificacions dissenyades per allargar la vida útil del conjunt de destil·lació del sistema de processament d'orina per preparar les futures missions a la Lluna i Mart, que requeriran equips de suport de vida més duradors.
Les vint missions de SpaceX, en el marc del contracte CRS-1, van portar més de 43.000 kg de càrrega a l'Estació Espacial Internacional i van retornar uns 33.000 kg d'equips i mostres a la Terra, segons la NASA.